# Romeo i Julija u Sarajevu
Romeo i Julija u Sarajevu je međunarodni dokumentarni film o smrti Admire Ismić (1968)  i Boška Brkića (1968), ljubavnom paru Muslimanke i Srbina, koji su ubijeni 18. maja, 1993. na Vrbanja mostu prilikom pokušaja da napuste Sarajevo.
Dokumentarac je ko-produkcija PBS's Frontline, Canadian Broadcasting Corporation,  National Film Board of Canada i WDR Germany. Film je režirao John Zaritsky.

## Sinopsis
Dvoje mladih Sarajlija, Admira i Boško odlučili su da napuste Sarajevo 18.maja 1993. Nakon dogovora, preko zajedničkih prijatelja, sa obje strane, krenuli su oko 17 sati preko Vrbanja mosta ka Grbavici. Prvo je na mostu smrtno pogođen Boško a zatim i ranjena Admira, koja je izdahnula desetak minuta kasnije grleći mrtvog momka. Njihova tela su ostala cijelu sedmicu na mostu, kada su uz pomoć Radnog voda izvučena na Grbavicu, dio Sarajeva pod kontrolom VRS. Snage UN su odbile pomoći u izvlačenju tela dok su se obe strane u sukobu međusobno optuživale za smrt mladog para. Sahranjeni su u Lukavici na srpskom vojničkom groblju a tijela su 1996 po želji Admirinih roditelja prenesena na groblje Lav u Sarajevu.
U filmu govore Admirini i Boškovi roditelji, prijatelji koji su učestvovali u dogovoru oko prelaska, svedoci ubistva i druge osobe iz života mladog para..
Kako nisu urađene obdukcije tjela niti je vođena istraga, pravac iz koga je pucano i ubice su ostale nepoznate.
Edin Garaplija, bivši agent tajne policije AID u intervjuu "Slobodnoj Dalmaciji" optužio je bošnjačku specijalnu jedinicu "Ševe",  za ubistvo mladog para.

"— Tko je likvidirao dvoje mladih, djevojku Muslimanku i mladića Srbina, na jednom sarajevskom mostu, crti razgraničenja? Taj zločin je potresao cijeli svijet, a pripisan je Srbima.
-Edin Garaplija: Nije istina. Riječ je o perfidnoj propagandi nalogodavaca Ševa, koji su takvu priču odmah pustili u optjecaj. I u vezi s tim zločinom Herenda je u iskazu bio precizan te je naveo da je djevojku i mladića pobio Dragan Božić hicima iz snajpera. Čak nam je Herenda kazao i mjesto odakle ih je Božić sačekao i ubio." (vidi: Ševe su vježbali snajperom ubijajući civile po Sarajevu)

## Nagrade
Za ovaj film, režiser Zaritsky je dobio nagradu Alfred Dupont od Columbia University Graduate School of Journalism 

## Spoljašnje  veze
- NFB Web page[мртва веза]
- Mark H. Milstein's images with notes about making the world-famous photo of Boško and Admira
- PBS Transcript "Romeo and Juliet of Sarajevo" Архивирано на веб-сајту  (27. септембар 2009)
- The Journal for MultiMedia History
- CNN Mission: Peace "Bodies of Sarajevo's 'Romeo and Juliet' come home"
- Kurt Schork’s signature dispatch from siege of Sarajevo
- Ševe su vježbali snajperom ubijajući civile po Sarajevu